# Dysdera espanoli
Dysdera espanoli là một loài nhện trong họ Dysderidae.
Loài này thuộc chi Dysdera. Dysdera espanoli được miêu tả năm 1986 bởi Carles Ribera & Ferrández.